# Operacja (medycyna)

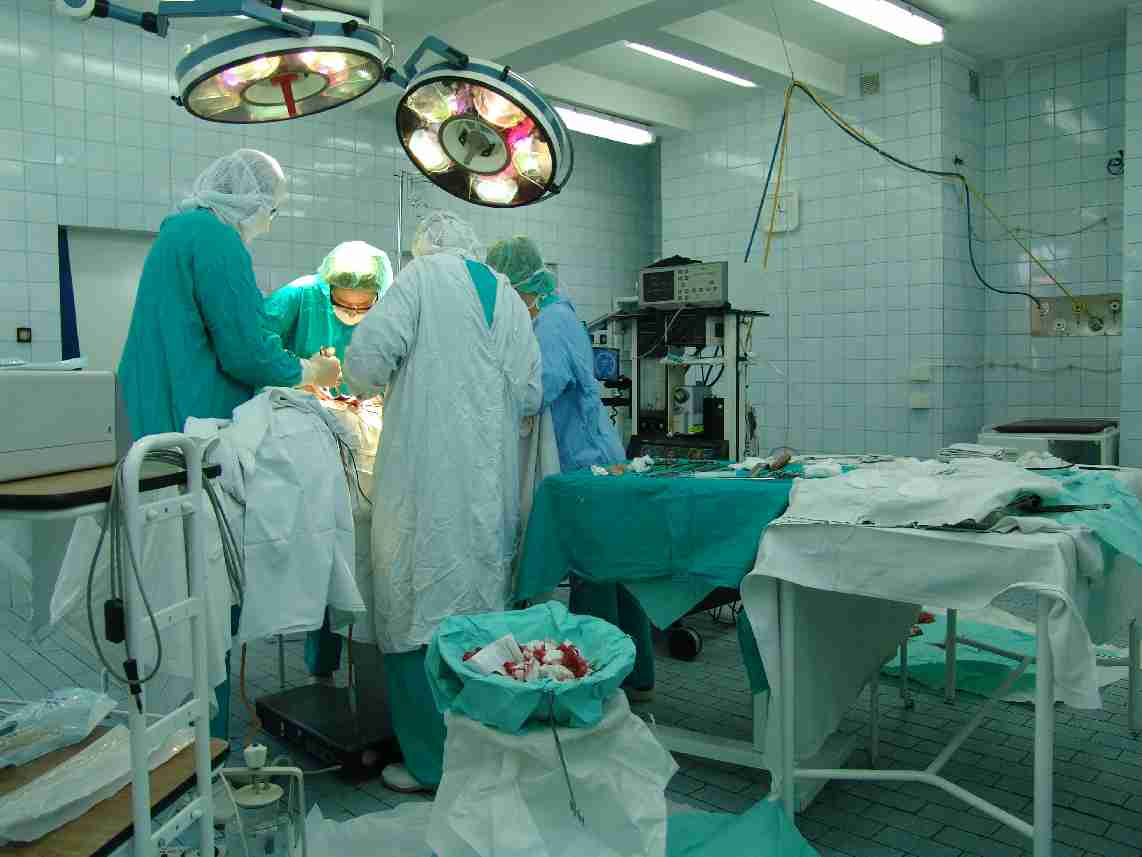
Sala operacyjna

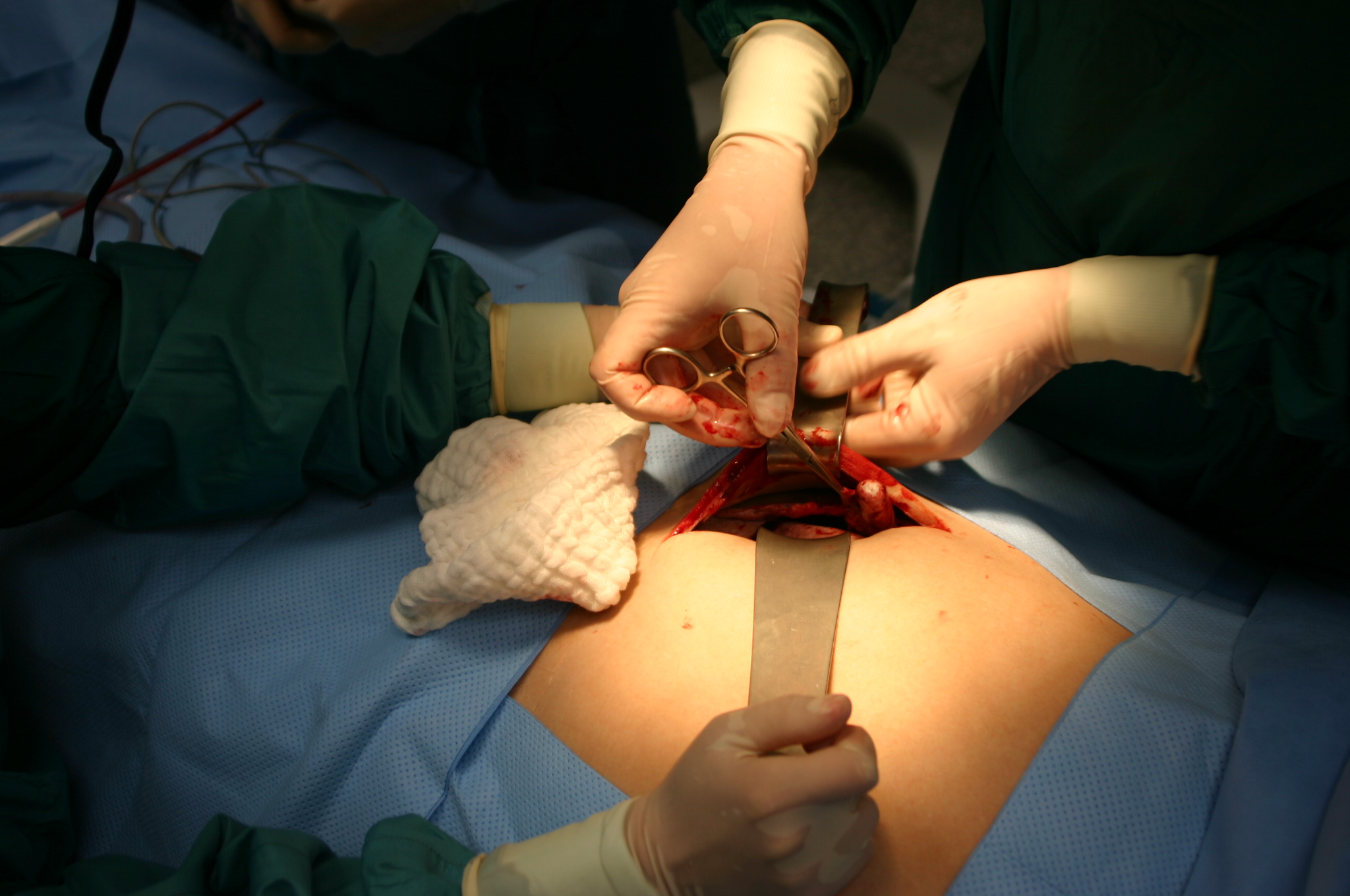
Operacja

Operacja, zabieg operacyjny, zabieg chirurgiczny – wszelkiego rodzaju zabiegi na narządach i tkankach ciała, służące poprawie stanu zdrowia i samopoczucia chorego, bądź postępowanie diagnostyczne przeprowadzane w taki sposób. Wbrew nazwie, zabiegi chirurgiczne nie należą do kompetencji wyłącznie lekarzy chirurgów - do operacji należy m.in. cięcie cesarskie, będące jednym z podstawowych zabiegów wykonywanych przez lekarza ginekologa. Miejsca przeznaczone do wykonywania zabiegów operacyjnych to bloki (sale) operacyjne.
Operacje dzielą się według specjalności lekarskich oraz specjalności wewnątrzchirurgicznych, stąd mamy operacje ginekologiczne, okulistyczne czy ortopedyczne.
- czas wykonania operacji
  - Operacja nagła, doraźna to zabieg, który dla odniesienia efektu musi być wykonany w krótkim czasie po wystąpieniu objawów (godzin albo minut), w przeciwnym razie następuje znaczne pogorszenie stanu zdrowia pacjenta. Taką operacją jest na przykład wycięcie wyrostka robaczkowego (appendektomia), albo nacięcie tchawicy (tracheotomia).
  - Operacja pilna, zabieg musi być wykonany w ciągu kilku dni od wystąpienia objawów.
  - Operacja planowa ma miejsce, gdy nie ma potrzeby niezwłocznego jej wykonania. Odbywa się w ustalonym terminie, tj. w ciągu tygodni lub miesięcy. Wskazania do operacji są wybiórcze, względne. Przykładem takiego zabiegu może być większość operacji kosmetycznych.
- cel i wynik operacji (ten podział dotyczy głównie operacji onkologicznych)
  - Operacja zwiadowcza, inaczej diagnostyczna, nie ma na celu leczenia, a rozpoznanie choroby. Wykonywana jest kiedy nie ma możliwości zastosowania zachowawczych metod diagnozowania, bądź są one nieskuteczne. Przykładem takiej operacji jest diagnostyczne otwarcie jamy brzusznej (laparotomia zwiadowcza) lub operacje stopniujące (oceniające zaawansowanie choroby).
  - Operacja radykalna, inaczej doszczętna, to zabieg mający na celu całkowite wyleczenie choroby, najczęściej polegający na szerokim wycięciu narządów, bądź dużej części pojedynczego narządu. Tego rodzaju operacje są wykonywane często w przypadku nowotworów, na przykład wycięcie płuca z powodu raka. Doszczętność operacji jest oceniana na podstawie badania histologicznego, które najczęściej wykonuje się po operacji. Dlatego stosuje się termin: "operacja w zamierzeniu radykalna" (makroskopowo).
  - Operacja paliatywna, inaczej łagodząca, poprawia jedynie stan chorego, nie usuwając właściwej przyczyny dolegliwości. Wykonywana ze względów humanitarnych, dla oszczędzenia cierpień i ograniczenia bólu. Przykładem takiej operacji jest zespolenie fragmentów przewodu pokarmowego tak, by ominąć niedrożność spowodowaną nowotworem.

- Operacja plastyczna zmienia wygląd lub funkcję narządu. Tego rodzaju zabiegami są zarówno operacje odtwórcze po wypadkach, umożliwiające normalną egzystencję np. po utracie nosa, jak i operacje kosmetyczne, poprawiające niewłaściwy (zdaniem pacjenta) wygląd twarzy lub innej części ciała.

Operacje są przeprowadzane przez operatora - lekarza, najczęściej chirurga lub innego o specjalności zabiegowej. W bardzo niewielu przypadkach asystuje mu jedynie pielęgniarka, częściej w operacji uczestniczy jeszcze jeden lub więcej lekarzy - asystentów. W operacjach, ze względu na konieczność znieczulenia pacjenta uczestniczy także anestezjolog. Zabiegi chirurgiczne powinny być przeprowadzane w wydzielonych pomieszczeniach zapewniających aseptykę, czyli w salach operacyjnych. Mniejsze zabiegi chirurgiczne przeprowadza się także w odpowiednich salach opatrunkowych czy pokojach zabiegowych, a nawet poza szpitalem (np. w ambulatorium chirurgicznym). 
W przypadku zabiegów chirurgicznych, bardzo ważnego znaczenia nabiera konieczność pisemnej zgody pacjenta lub jego rodziny na wykonanie operacji.